# Cutremurele din centrul Italiei, octombrie 2016

Magnitudinea cutremurelor din centrul Italiei din octombrie 2016

O serie de cutremure majore au lovit centrul Italiei între regiunile Marche și Umbria, în octombrie 2016. Al treilea cutremur, la 30 octombrie a fost cel mai mare din Italia în ultimi 36 de ani, de la cutremurul din Irpinia din 1980⁠(d).

## Cutremure
Un cutremur cu magnitudinea de 5,4 grade a lovit centrul Italiei la cca. 8 km est - sud-est de Sellano pe 26 octombrie, la ora 7:11 p. m. ora locală, la o adâncime de 10 km.
Cutremurul a fost resimțit și în Roma. În regiunea Marche unele case s-au prăbușit, conform mass-media italiană. Electricitatea și liniile telefonice au fost, de asemenea, întrerupte.
La două ore a fost urmat de un alt cutremur cu magnitudinea de 5,9  grade la 3 km vest de Visso pe 26 octombrie, la 9:18 p. m. ora locală. Seismul, considerat o replică la cutremurul cu magnitudinea 6.2 din luna august, a lovit la aproximativ 30 km nord-vest de cutremurul anterior. Cu toate acestea, protecția civilă a estimat consecințele acestuia mai puțin dramatice. Potrivit datelor oficiale, un om a murit pentru că a suferit un atac de cord, ca urmare a cutremurului.
Un al treilea mare cutremur de mică adâncime, de magnitudine preliminară de 7,1 Mw, recalculată la 6,5 Mw a avut loc la 6 km nord de Norcia, la 30 octombrie, ora locală 7:40:17. În ciuda intensități mari a cutremurului, nu au fost raportate cazuri de deces, dar zeci de persoane au fost rănite. Știrile imediate și rapoartele mass-media au arătat că s-au produse pagube la unele construcții. Satul Arquata del Tronto a fost distrus, precum și Bazilica Sfântul Benedict din Norcia. Cutremurul a fost resimțit puternic și la Roma, unde au fost închise temporar liniile de metrou pentru a permite oficialilor verificarea daunelor, dar și în țările vecine, Austria, Slovenia și Croația.

## Geologie
Cutremurele au avut loc într-o falie seismică situată între zonele afectate de seismul din august 2016 și cutremurul din Umbria și Marche din 1997⁠(d). În această falie seismică nu a fost nici un cutremur puternic în ultimi 157 de ani.
Din cauza procesului de pliere a Munțiilor Apenini care este de dată mai recentă (începând de acum 500.000 de ani) scoarța terestră nu este chiar atât de netedă, deci apar mai multe șocuri cauzate de șocurile precedente, conform seismologului Ross Stein de la Universitatea Stanford. Astfel încât șocul distrugător de magnitudine 5,9 a fost precedat de șocul de magnitudine 5,4 cu două ore înainte, ceea ce a făcut ca oamenii să-și părăsească locuințele și să fie în siguranță atunci când a avut loc cutremurul principal.

## Cutremure și replici de peste 4 grade magnitudine
| Data              | Ora locală (CEST/MET) | Mmagnitudinea momentului seismic | Adâncime Hipocentru | Epicentru                 | Epicentru  | Epicentru   |
| Data              | Ora locală (CEST/MET) | Mmagnitudinea momentului seismic | Adâncime Hipocentru | Oraș                      | Latitudine | Longitudine |
| ----------------- | --------------------- | -------------------------------- | ------------------- | ------------------------- | ---------- | ----------- |
| 26 octombrie 2016 | 19:10:36              | 5,4                              | 9 km                | Castelsantangelo sul Nera | 42,88 N    | 13,13 E     |
| 26 octombrie 2016 | 21:18:05              | 5,9                              | 8 km                | Ussita                    | 42,92 N    | 13,13 E     |
| 26 octombrie 2016 | 23:42:01              | 4,5                              | 10 km               | Castelsantangelo sul Nera | 42,86 N    | 13,13 E     |
| 27 octombrie 2016 | 05:19:27              | 4,0                              | 9 km                | Castelsantangelo sul Nera | 42,84 N    | 13,15 E     |
| 27 octombrie 2016 | 05:50:24              | 4,4                              | 9 km                | Visso                     | 42,99 N    | 13,13 E     |
| 27 octombrie 2016 | 10:21:45              | 4,3                              | 9 km                | Norcia                    | 42,87 N    | 13,10 E     |
| 27 octombrie 2016 | 19:22:23              | 4,2                              | 9 km                | Norcia                    | 42,84 N    | 13,10 E     |
| 30 octombrie 2016 | 07:40:17              | 6,5                              | 9 km                | Perugia                   | 42,84 N    | 13,11 E     |
| 30 octombrie 2016 | 07:44:30              | 4,6                              | 10 km               | Preci                     | 42,85 N    | 13,07 E     |
| 30 octombrie 2016 | 07:55:40              | 4,1                              | 13 km               | Norcia                    | 42,74 N    | 13,17 E     |
| 30 octombrie 2016 | 08:00:40              | 4,1                              | 10 km               | Preci                     | 42,88 N    | 13,05 E     |
| 30 octombrie 2016 | 08:04:59              | 4,0                              | 10 km               | Preci                     | 42,82 N    | 13,06 E     |
| 30 octombrie 2016 | 08:05:56              | 4,1                              | 8 km                | Norcia                    | 42,79 N    | 13,16 E     |
| 30 octombrie 2016 | 08:07:53              | 4,2                              | 10 km               | Norcia                    | 42,71 N    | 13,19 E     |
| 30 octombrie 2016 | 08:08:35              | 4,3                              | 10 km               | Norcia                    | 42,71 N    | 13,14 E     |
| 30 octombrie 2016 | 08:13:05              | 4,5                              | 11 km               | Accumoli                  | 42,70 N    | 13,24 E     |
| 30 octombrie 2016 | 08:34:47              | 4,0                              | 10 km               | Ussita                    | 42,92 N    | 13,13 E     |
| 30 octombrie 2016 | 09:35:58              | 4,4                              | 10 km               | Preci                     | 42,83 N    | 13,08 E     |
| 30 octombrie 2016 | 11:19:26              | 4,1                              | 11 km               | Norcia                    | 42,82 N    | 13,15 E     |
| 30 octombrie 2016 | 12:21:08              | 4,1                              | 8 km                | Pievebovigliana           | 43,07 N    | 13,07 E     |
| 30 octombrie 2016 | 12:58:17              | 4,0                              | 10 km               | Preci                     | 42,83 N    | 13,06 E     |
| 30 octombrie 2016 | 13:07:00              | 4,6                              | 10 km               | Preci                     | 42,83 N    | 13,08 E     |
| 30 octombrie 2016 | 14:34:54              | 4,5                              | 9 km                | Norcia                    | 42,80 N    | 13,16 E     |
| 30 octombrie 2016 | 19:21:09              | 4,0                              | 9 km                | Norcia                    | 42,79 N    | 13,15 E     |
| 31 octombrie 2016 | 04:27:40              | 4,2                              | 10 km               | Norcia                    | 42,77 N    | 13,08 E     |
| 31 octombrie 2016 | 08:05:45              | 4,2                              | 10 km               | Norcia                    | 42,84 N    | 13,13 E     |
| 1 noiembrie 2016  | 08:56:39              | 4,8                              | 10 km               | Acquacanina               | 43,00 N    | 13,16 E     |
| 3 noiembrie 2016  | 01:35:01              | 4,7                              | 8 km                | Pieve Torina              | 43,03 N    | 13,05 E     |

(Sursa: Istituto Nazionale di Geofisica e Vulcanologia)

## Reacții
Oficiali ai Uniunii Europene au declarat că monitorizează situația, și că uniunea este „gata pentru a ajuta” Italia după valul de cutremure.
Prim-ministrul italian Matteo Renzi a promis că totul va fi reconstruit, recunoscând în același timp că timpurile dificile se află înainte. Costurile reconstrucției ar putea să ajungă la miliarde de euro.
La 31 octombrie, numărul de persoane fără adăpost a ajuns deja la 40 mii, potrivit estimărilor presei italiene. Mulți dintre ei erau încă în adăposturi temporare după cutremurul din august.